# Offerta fuori sede
Nel diritto italiano, in base all'art. 30, comma 1, Testo unico della finanza costituisce offerta fuori sede la promozione ed il collocamento presso il pubblico di:
- strumenti finanziari in luogo diverso dalla sede legale o dalle dipendenze dell'emittente, del proponente l'investimento o del soggetto incaricato della promozione o del collocamento;
- servizi e attività di investimento in luogo diverso dalla sede legale o dalle dipendenze di chi presta, promuove o colloca il servizio.

Per "promozione e collocamento" è da intendersi sia l'attività di vendita sia l'attività promozionale che la precede. L'offerta fuori sede si distingue dalle "tecniche di comunicazione a distanza" (art. 32 TUF) per la necessaria presenza fisica e simultanea del cliente e del soggetto offerente. 
Per "sede o dipendenza" è da intendersi la sede costituita "da una stabile organizzazione di mezzi e di persone, aperta al pubblico, dotata di autonomia tecnica e decisionale, che presta in via continuativa servizi o attività di investimento" (art. 2, comma 1, Regolamento intermediari). 
Viene specificato che non costituisce offerta fuori sede quella esercita dei confronti di clienti professionali.

## Soggetti abilitati
L'offerta fuori sede non è un servizio di investimento distinto, ma una modalità di offerta degli stessi. L'offerta fuori sede può essere effettuata:
- dai soggetti abilitati alla prestazione del servizio di collocamento, con riferimento a tutti gli strumenti finanziari e ai servizi e alle attività di investimento proprie e di terzi;
- dalle società di gestione del risparmio (SGR) e dalle Società di investimento a capitale variabile (SICAV, con riferimento alle quote e azioni di organismi di investimento collettivo del risparmio (OICR);
- da ogni soggetto abilitato ad un servizio di investimento, con riferimento a quello specifico servizio.

## Regolamentazione
Il TUF ed il Regolamento intermediari emanato dalla Consob stabiliscono una serie di regole volte a tutelare l'investitore nel caso di offerta fuori sede. 
In primo luogo, all'investitore è riconosciuto il cosiddetto jus poenitendi, in base al quale egli ha diritto di recesso entro sette giorni dalla sottoscrizione del contratto e l'esecuzione del contratto è sospesa fino alla decorrenza di tale termine. Il recesso può avvenire in forma libera e non deve comportare spese per il cliente. Tale facoltà, inizialmente limitata solo ai casi di collocamento fuori sede di strumenti finanziari e del servizio di gestione di portafogli, è stata ora estesa a qualsiasi servizio di investimento (Cass. Civ. n. 13905/13). 
In secondo luogo, l'intermediario che intenda offrire servizi o strumenti finanziari fuori sede è obbligato a servirsi di un promotore finanziario.